# Horst Czerwinski
Horst Czerwinski (* 16. November 1922 in Kulm; † nach 1993) war ein deutscher SS-Unterscharführer, der Lagerführer von Außenlagern des KZ Auschwitz war und aufgrund von NS-Gewaltverbrechen zu lebenslanger Haft verurteilt wurde.

## Leben
Czerwinski war der Sohn eines Reichsbahnbeamten, der dort als Lademeister beschäftigt war. Seine Mutter verstarb während der Geburt. Nach dem Ende seiner Schullaufbahn bestritt Czerwinski seinen Lebensunterhalt als Fleischer. Nach Beginn des Zweiten Weltkrieges meldete sich Czerwinski freiwillig zur Waffen-SS und nahm im Juli 1941 mit dem SS-Panzergrenadier-Regiment 4 „Der Führer“ am Überfall auf die Sowjetunion teil.
Im November 1942 wurde er in das KZ Auschwitz versetzt, wo er zunächst der Wachkompanie angehörte und auch Rampendienst versah. Zum 1. Mai 1943 wurde er zum Unterscharführer befördert. Von Sommer 1943 bis zum Januar 1945 war Czerwinski nacheinander Lagerführer dreier Außenlager des KZ Auschwitz. Zunächst war er ab Spätsommer 1943 Lagerführer des Außenlagers Sosnowitz (I), wo ein etwa hundertköpfiges Handwerkerkommando untergebracht war. Nach Angaben eines Auschwitzüberlebenden soll Czerwinski zu den polnischen Häftlingen ein gutes Verhältnis unterhalten haben. Spätestens im Februar 1944 übernahm Czerwinski die Leitung des Arbeitslagers Lagischa, wo bis zu 800 Häftlinge Bauarbeiten verrichten mussten. Insbesondere Czerwinski ist dort durch die Misshandlung von Häftlingen aufgefallen. Nach der Auflösung des Arbeitslagers Lagischa im September 1944 leitete Czerwinski ab Anfang Oktober 1944 das KZ-Außenlager Golleschau, wo bis zu 1000 Häftlinge Zwangsarbeit in einer Zementfabrik verrichten mussten. Innerhalb der Waffen-SS war Czerwinski 1943 bis zum Unterscharführer aufgestiegen. Am 4. Oktober 1944 wurde er mit dem Kriegsverdienstkreuz II. Klasse mit Schwertern ausgezeichnet, was laut Ernst Klee eine Beteiligung an NS-Gewaltverbrechen nahelegt. Im Zuge der kriegsbedingten Räumung des Lagers war Czerwinski auch für den Todesmarsch der Häftlinge dieses Lagers von Golleschau nach Loslau mit verantwortlich, bei dem es zu Häftlingsmorden kam.
Czerwinski lebte im Nachkriegsdeutschland in Sülze, wo der Schlachtermeister seine eigene Metzgerei führte. Im Zuge des ersten Frankfurter Auschwitzprozesses wurde Czerwinski im Oktober 1960 zunächst vernommen. Von 1977 bis 1981 fand der sechste Frankfurter Auschwitzprozess gegen ihn und Josef Schmidt statt, der Verhandlungsgegenstand betraf die Ermordung von sowjetischen KZ-Häftlingen. Aufgrund von Verhandlungsunfähigkeit wurde das Verfahren gegen Czerwinski Anfang 1981 vorläufig eingestellt, da er einen Herzinfarkt erlitten hatte. Der mitangeklagte Schmidt wurde zu acht Jahren Jugendstrafe verurteilt. Das Verfahren gegen Czerwinski wurde 1984 von der Staatsanwaltschaft Frankfurt am Main an das Landgericht Lüneburg abgegeben. Seit 1985 lag ein Haftbefehl gegen ihn vor, der aber nach drei Wochen Untersuchungshaft außer Vollzug gesetzt wurde. Czerwinski war des Mordes in acht Fällen beschuldigt. Der Verfahrensgegenstand betraf 1944 erfolgte Erschießungen von sowjetischen Häftlingen und Kriegsgefangenen nach misslungener Flucht im Arbeitslager Lagischa. In dem Verfahren wurden über 200 Zeugen weltweit vernommen. Czerwinski wurde während der Verhandlung zu den Sitzungen mit dem Dienstwagen abgeholt und nach Sitzungsende wieder nach Hause zurück gefahren. In sechs Fällen wurde er freigesprochen, da Zeugen nicht mehr Opfer und Tatorte genau benennen konnten. Letztlich wurde Czerwinski am 26. Mai 1989 wegen des Mordes an zwei sowjetischen Häftlingen zu lebenslanger Haft verurteilt, die er im Frühsommer 1944 in der Waschbaracke des Arbeitslagers Lagischa durch Kopfschüsse ermordet hatte. In der Urteilsbegründung befand der Richter, dass die Taten aus niedrigen Beweggründen begangen wurden. Czerwinski hätte aufgrund seines Hasses auf Russen und als Anhänger der NS-Rassenideologie gehandelt. Als Lagerleiter von Lagischa habe er durch die Morde auch Stärke demonstrieren wollen, da er im Juli 1944 die Leiche eines Ermordeten auf den Apellplatz des Lagers habe bringen lassen, um dem dort angetretenen Arbeitskommando mitzuteilen, dass Fluchtversuche mit Erschießen bestraft werden würden. Nach der Urteilsverkündung wurde der Haftbefehl vollstreckt. Bereits im April 1993 wurde Czerwinski aus der Haft wegen Haftunfähigkeit entlassen.